# Анархистский интернационал

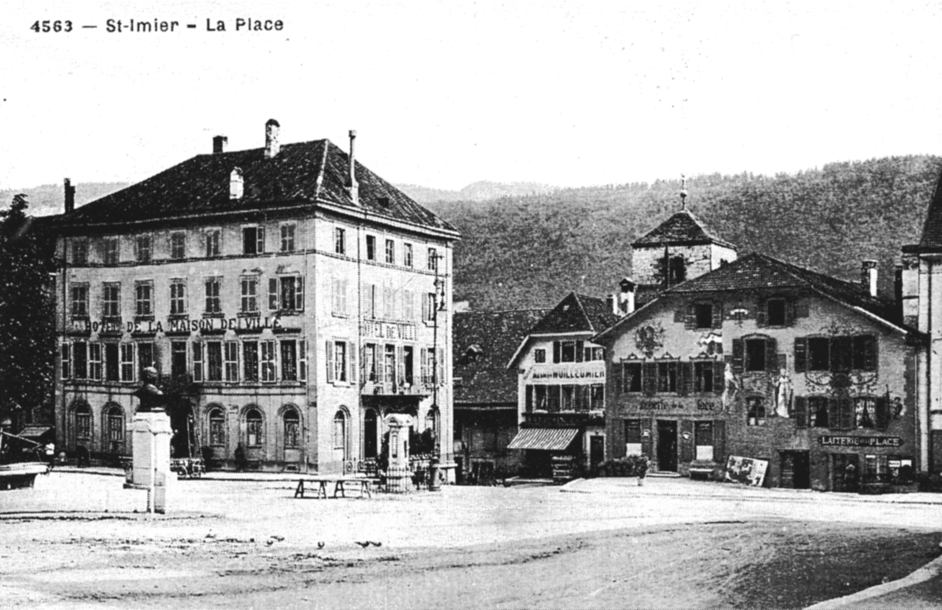
Место проведения учредительного конгресса «Анархистского интернационала», Hôtel de la maison de Ville in Saint-Imier

Анархистский интернационал, также Антиавторитарный интернационал, или Интернационал федералистов — международное анархистское объединение, образованное 15—17 сентября 1872 года после раскола Первого интернационала, произошедшего на Гаагском конгрессе 2—7 сентября 1872 года.
В результате внутренних интриг в Первом интернационале из него были исключены лидеры антиавторитарного крыла М. Бакунин и Дж. Гильом, что спровоцировало раскол Интернационала. После этого сторонники Бакунина собрались на конгресс в Сент-Имье (Швейцария), где и был создан Антиавторитарный интернационал.

Вскоре в Интернационале федералистов объединилось большинство федераций (испанская, итальянская, бельгийская, британская, голландская, которая была в Гааге «принимающей стороной»). Во всех этих странах у марксистов оставались немногочисленные секции меньшинства. Французы и швейцарцы разделились. Марксисты продолжали удерживать большинство в Австрии, Португалии и Дании (…) В Германии лассальянцы (также вскоре поддержавшие Антиавторитарный интернационал) оставались более сильным течением, чем марксизм.
Правда бельгийцам, голландцам и англичанам были ближе идеи Маркса, и вскоре после раскола они перешли в его «осколок» Интернационала.
Созданное в Сент-Имье антиавторитарное течение провозгласило революционную анархистскую программу, гласившую:
1. Разрушение политической власти является первым долгом пролетариата.
2. Любая организация политической власти, якобы временной и революционной для этого разрушения, может быть только ещё одним обманом и стала бы такой же опасной для пролетариата, как и все существующие сегодня правительства.

3. Отбрасывая любой компромисс, чтобы совершить социальную революцию, пролетарии всех стран должны установить, вне всякой буржуазной политики, солидарность революционного действия.
После этого «Анархистский интернационал» просуществовал ещё несколько лет, собрав четыре конгресса: в Женеве (1873), Брюсселе (1874), Берне (1876) и Верьвье (1877), после чего прекратил своё существование, тем самым пережив на год марксистскую часть Первого интернационала, которые распустили своё объединение в июле 1876 года.